# Руднева, Евгения Максимовна
Евге́ния Макси́мовна Ру́днева (24 декабря 1920, Бердянск — 9 апреля 1944, Керчь) — штурман 46-го гвардейского ночного бомбардировочного авиационного полка 325-й ночной бомбардировочной авиационной дивизии, гвардии старший лейтенант. Герой Советского Союза.

## Биография
Родилась 24 декабря 1920 года в городе Бердянске, ныне Запорожской области Украины, в семье служащего.
Жила в посёлке Салтыковка Московской области, в городе Бабушкин (ныне в черте Москвы). В старших классах училась в московской школе №311 (находилась в Лобковском переулке, ныне улица Макаренко). 
В одном выпуске с Рудневой (выпуск 1938 года) учились и окончили школу №311 ряд известных людей, среди которых был и известный советский писатель Юрий Нагибин. По воспоминаниям соучеников, в школе Евгения была самой видной общественницей, секретарем комсомольской организации. С 9-го класса она начала заниматься в астрономическом кружке и скоро у Жени родилось твёрдое желание — быть астрономом.
В 1938 году Женя окончила среднюю школу с аттестатом отличия и поступила на механико-математический факультет Московского государственного университета. Благодаря своему необычайному трудолюбию и пытливости Женя и в университете быстро стала одной из лучших студенток курса. В том же году она начала работать во Всесоюзном астрономо-геодезическом обществе (ВАГО) в отделе Солнца, а уже на следующий год её выбирают заведующей этого отдела. Одновременно она работала и в отделе Переменных звёзд, с увлечением, часто ночи напролёт проводила наблюдения в обсерватории на Пресне. В 1939 году в «Бюллетене ВАГО» № 3 была напечатана первая научная статья Е. Рудневой: «Биологические наблюдения во время Солнечного затмения 19 июня 1936 г.».
Летом 1941 года Женя сдавала весеннюю экзаменационную сессию, оканчивая 3-й курс. Война перечеркнула все её планы. Страстно влюблённая в свою специальность, в далёкие звёзды, студентка, которой прочили большую будущность, она твёрдо решила, что учиться не будет, пока не кончится война, что её путь лежит на фронт.
В начале октября 1941 года по призыву ЦК ВЛКСМ о наборе девушек в армию Евгения Руднева среди первых была рекомендована в создаваемую женскую авиационную часть Героя Советского Союза Марины Расковой и отобрана для обучения на штурмана. Одаренность, хорошая математическая подготовка, полученная в школе, а затем на первых курсах в МГУ, позволили Жене успешно освоить штурманское дело. В мае 1942 года, после окончания подготовки, вместе с женским авиаполком ночных бомбардировщиков Евгения Руднева вылетела на фронт в район Северного Кавказа. В составе ставшего знаменитым 46-го гвардейского ночного бомбардировочного авиаполка воевала на Закавказском, Северо-Кавказском, 4-м Украинском фронтах. Участвовала в боях на Северном Кавказе, Таманском и Керченском полуостровах. Была штурманом самолёта, затем эскадрильи, а потом и полка. К моменту своей гибели штурман гвардии старший лейтенант Е. М. Руднева совершила 645 боевых ночных вылетов на уничтожение переправ, железнодорожных эшелонов, живой силы и техники противника. Под её руководством были подготовлены 22 штурмана. Член ВКП(б) с марта 1943 года.
Погибла в ночь на 9 апреля 1944 года при выполнении, вместе с Прокопьевой Паной, боевого задания севернее города Керчь Крымской АССР. Похоронена в городе-герое Керчь на Воинском мемориальном кладбище. 4 августа 1944 года она была представлена к званию Героя Советского Союза.

… Наступил апрель 1944 года. Полк летал непрерывно, каждую ночь. Готовилось большое наступление наших войск в Крыму. У всех было бодрое радостное настроение. Полина Гельман вспоминает, как в солнечный апрельский день, накануне гибели Жени, они ходили с ней по улице. Женя сказала: «Как хорошо всё-таки жить, — можно творить, думать, бороться, любить, читать. А что может быть лучше всего этого?»
В ночь на 9 апреля 1944 года над Керчью ярко светила Луна. А на высоте 500—600 м небо закрывал тонкий слой облаков. На фоне облаков, освещённых сверху Луной, отчётливо, как на экране, видно было, как самолёт медленно ползёт по небу. В эту ночь Женя Руднева совершала свой 645-й вылет с лётчиком Паной Прокопьевой. Над целью их самолёт был обстрелян и загорелся. Через несколько секунд внизу взорвались бомбы — штурман успел сбросить их на цель. Самолёт сначала медленно, спиралью, а потом всё быстрее стал падать на землю, казалось, лётчик пытается сбить пламя. Потом из самолёта фейерверком стали разлетаться ракеты: красные, белые, зеленые. Это уже горели кабины… Самолёт упал за линией фронта.
Тяжело переживали мы гибель Жени Рудневой, нашего «звездочёта», милой, нежной, любимой подруги. До самого рассвета продолжались боевые вылеты. Вооруженцы писали на бомбах: «За Женю!»
После освобождения Керчи я с командиром эскадрильи летала к месту гибели Прокопьевой и Рудневой. Следов нашего маленького «У-2» мы не нашли… Потом мы узнали, что тела наших девушек были похоронены местными жителями под Керчью.
— Из предисловия И. В. Ракобольской к 3-му изданию одноимённой книги о Евгении Рудневой.

5 января я первый раз в жизни 10 минут была в воздухе. Это такое чувство, которое я не берусь описывать, так как все равно не сумею. Мне казалось потом на земле, что я вновь родилась в этот день. Но 7-го было ещё лучше: самолёт сделал штопор и выполнил один переворот. Я была привязана ремнём. Земля качалась, качалась и вдруг встала у меня над головой. Подо мною было голубое небо, вдали облака. И я подумала в это мгновение, что жидкость при вращении стакана из него не выливается…
После первого полёта я как бы заново родилась, стала на мир смотреть другими глазами… и мне иногда даже страшно становится, что я ведь могла прожить жизнь и ни разу не летать…
— Запись Жени Рудневой в своем дневнике

…Я очень скучаю по астрономии, но не жалею, что пошла в армию: вот разобьём захватчиков, тогда возьмёмся за восстановление астрономии. Без свободной Родины не может быть свободной науки!
— Фронтовые строки Жени Рудневой // Земля и Вселенная. — М., 1985. — № 3. — С. 32.

## Награды
- Указом Президиума Верховного Совета СССР от 26 октября 1944 года за образцовое выполнение боевых заданий командования и проявленные мужество и героизм в боях с гитлеровскими захватчиками гвардии старшему лейтенанту Рудневой Евгении Максимовне посмертно присвоено звание Героя Советского Союза.
- Награждена орденами Ленина, Красного Знамени, Отечественной войны 1-й степени, Красной Звезды, а также медалями.

## Память

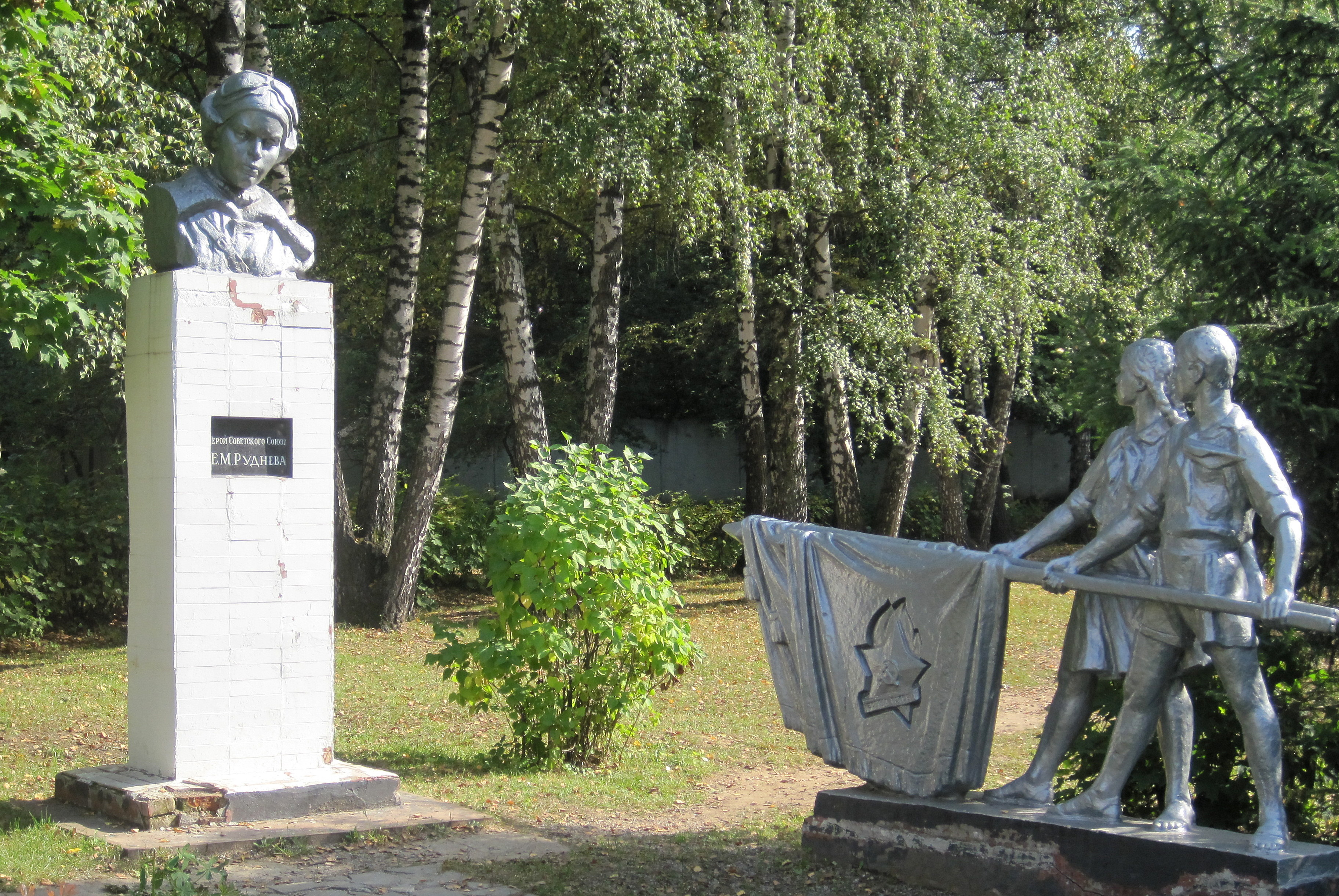
Памятник Е. М. Рудневой в Салтыковке

- Памятник Е. М. Рудневой установлен на территории МБОУ «Салтыковская Гимназия» в микрорайоне Салтыковка, города Балашиха (Московская область), где она училась. Там же установлена доска на улице её имени.

Бюст Евгении Рудневой на улице её имени в Москве

Школа № 1 г. Краснодар  носит имя Героя Советского Союза  Рудневой Е.М.
- Бюсты Героини установлены в Москве — в сквере на пересечении улицы Лётчика Бабушкина, Изумрудной улицы и улицы Рудневой (Северо-восточный административный округ Москвы), а также в музее обсерватории на Пресне.
- Фамилия Рудневой упоминается на мемориальной доске в здании Государственного астрономического института имени П. К. Штернберга, посвящённой студентам и сотрудникам, погибшим на войне.
- Имя Жени увековечено среди любимых ею звёзд: одна из вновь открытых малых планет Солнечной системы названа «Руднева»[6].
- Имя Рудневой носит школа № 15 в городе-герое Керчи и Центр детско-юношеского творчества (бывший Дом пионеров) в Бердянске, где каждый год, 9 апреля, проводят митинг и вахту памяти «Свеча Жени». Её именем названы улицы в Бердянске, Керчи, Москве и Салтыковке.
- Имя Евгении Рудневой было присвоено московской школе №23 Ленинского района города Москвы.
- Памятник Рудневой Е. М. установлен и торжественно открыт 17 сентября 2014 года в Бердянске, возле ДК «Бердянского райагропромснаба» (микрорайон Колония).
- Памятник Жене Рудневой находится в Керчи. Скульптор Р. В. Сердюк. Архитекторы А. Н. Морозов, Р. Г. Ликсо, 1971.